# Západní jižní státy

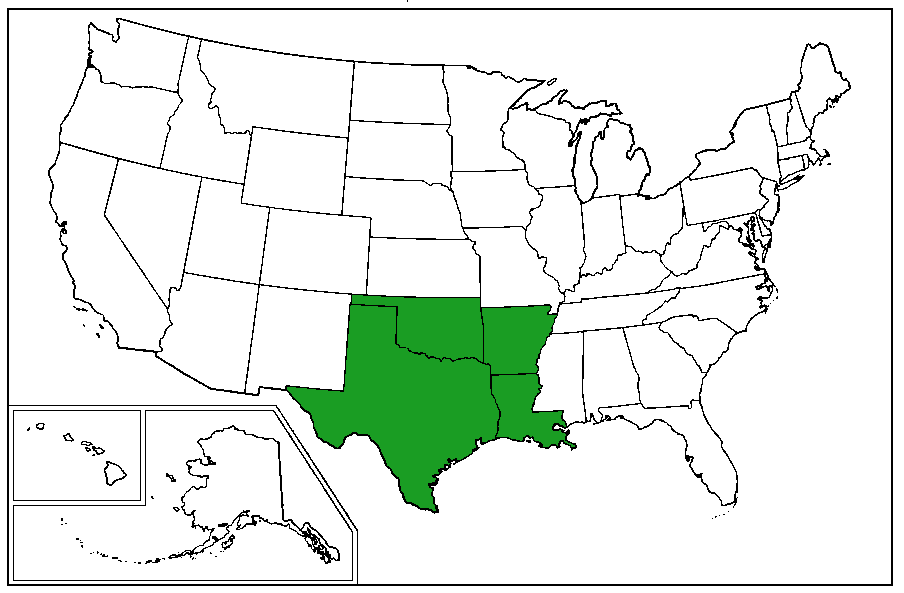
Západní jižní státy na mapě USA

Západní jižní státy (West South Central States) je jedna z devíti oblastí USA, které definuje United States Census Bureau (Americký úřad pro sčítání lidu). Tvoří ho čtyři státy – Arkansas, Louisiana, Oklahoma a Texas, ve kterém žije 80 % populace celého regionu a jeho rozloha je větší, než zbylých tří států dohromady. Západní jižní státy společně s Východními jižními státy a Jihoatlantskou oblastí vytváří jižní region Spojených států amerických.
Neoficiální region South Central United States odpovídá přibližně stejné oblasti.